# Leo Rosenblüth
Leo Rosenblüth, född den 11 januari 1904 i Fürth, död den 6 december 2000 i Stockholm, var en tyskfödd svensk kompositör.
Rosenblüth blev candidatus philosophiæ i Frankfurt am Main. Han bedrev studier vid Hochs konservatorium 1922–1926 och sångstudier för Nicolaus Naumov-Fleischmann 1922–1929. Rosenblüth var konsert- och oratoriesångare i Tyskland till 1931 (även verksam som kördirigent). Han var överkantor och körledare i Stockholms mosaiska församling 1931–1976. Rosenblüth var solist vid symfoni- och radiokonserter i Europa och Jerusalem. Han var ledare för Judiska musiksällskapets kör 1941–1946 och för Stockholms judiska damkör från 1955. Rosenblüth författade artiklar om judisk-musikaliska ämnen bland annat för Sohlmans musiklexikon. Bland hans kompositioner märks Sul'amith (folkopera 1931), Cantata Hebraica (1939), Trejst (1949, körkantat), Körsymfoni (1983) och Andliga sånger (1985). Därtill kommer verk för användning i synagogans gudstjänst och musik till TV-filmer,